# The Paradise Suite
The Paradise Suite é um filme de drama neerlandês de 2015 dirigido e escrito por Joost van Ginkel. Foi selecionado como representante dos Países Baixos à edição do Oscar 2016, organizada pela Academia de Artes e Ciências Cinematográficas.

## Elenco
- Isaka Sawadogo - Yaya
- Anjela Nedyalkova - Jenya
- Magnus Krepper - Stig
- Jasna Đuričić - Seka
- Erik Adelöw - Lukas
- Dragan Bakema - Milijan
- Raymond Thiry - Maarten
- Sigrid ten Napel - Antoinette
- Eva Röse - Julia Lindh Åberg
- Victoria Koblenko - Ana
- Jeroen Spitzenberger - Sven
- Reinout Bussemaker - Jack